# マムルーク

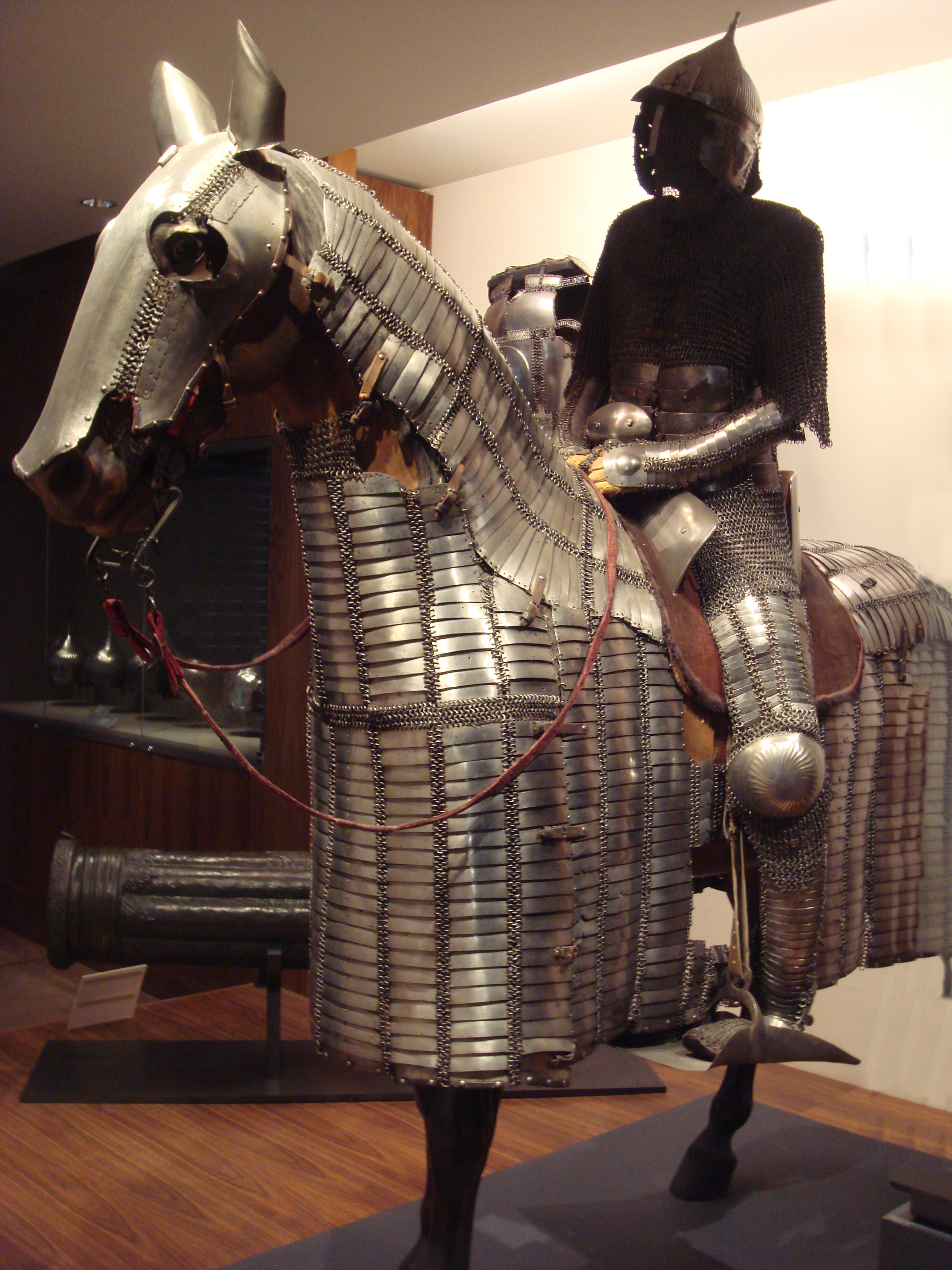
オスマン帝国のマムルーク重騎兵（1550年頃）

マムルーク（単数形 : مملوك mamlūk, 複数形 : مماليك mamālīk）は、10世紀から19世紀初頭にかけてトルコとアラビア半島を中心とするイスラム世界に存在した奴隷身分出身の軍人を指す。トルコ奴隷とも邦訳される。
言葉通りの奴隷ではなく、その社会的位置付けは時代と共に大きく変遷しており、総括的に言えば軍人徒弟に近い存在である。幼少期から戦闘訓練を積んだ彼らはエリート軍人と見なされて高い地位に就く事もあり、栄達した者はマムルークの親方となって新たな少年奴隷ないし徒弟を召し抱えた。

## 概要
原義は「所有（m-l-k）された者」を意味し、本来はアブド、ジャーリヤなどのアラビア語で奴隷を指す様々な語のうちの男性奴隷を指す語のひとつであるが、特にマムルークの語は9世紀頃から19世紀初頭頃までイスラム世界の各地で広く活躍した白人の奴隷身分出身の軍人たちを指すのが普通である。
イスラム世界において「白人」とは「黒人」の純粋な対義語であり、サハラ以南のアフリカのネグロイドを除くユーラシア・アフリカ大陸に住んでいた人種がおおむね白人と考えられていた。軍人として活躍したマムルークの出自はおおよそがキプチャクなどのテュルク系民族あるいはチェルケス人などのカフカス系民族であったが、モンゴル人、クルド人、アルメニア人、ギリシャ人、スラヴ人等の民族も含まれた。
マムルークは、多くが幼少の頃から乗馬に親しんでいる騎馬民族の出身で、また幼少のうちに購入されて乗馬、弓射、槍術などの徹底した訓練を受けて弓射を得意とする騎兵のエリート軍人として育成された。彼らはその優れた軍事力で13世紀から16世紀初頭までエジプト・シリアを支配したマムルーク朝では事実上の支配階層であった。

## マムルーク制度の前提

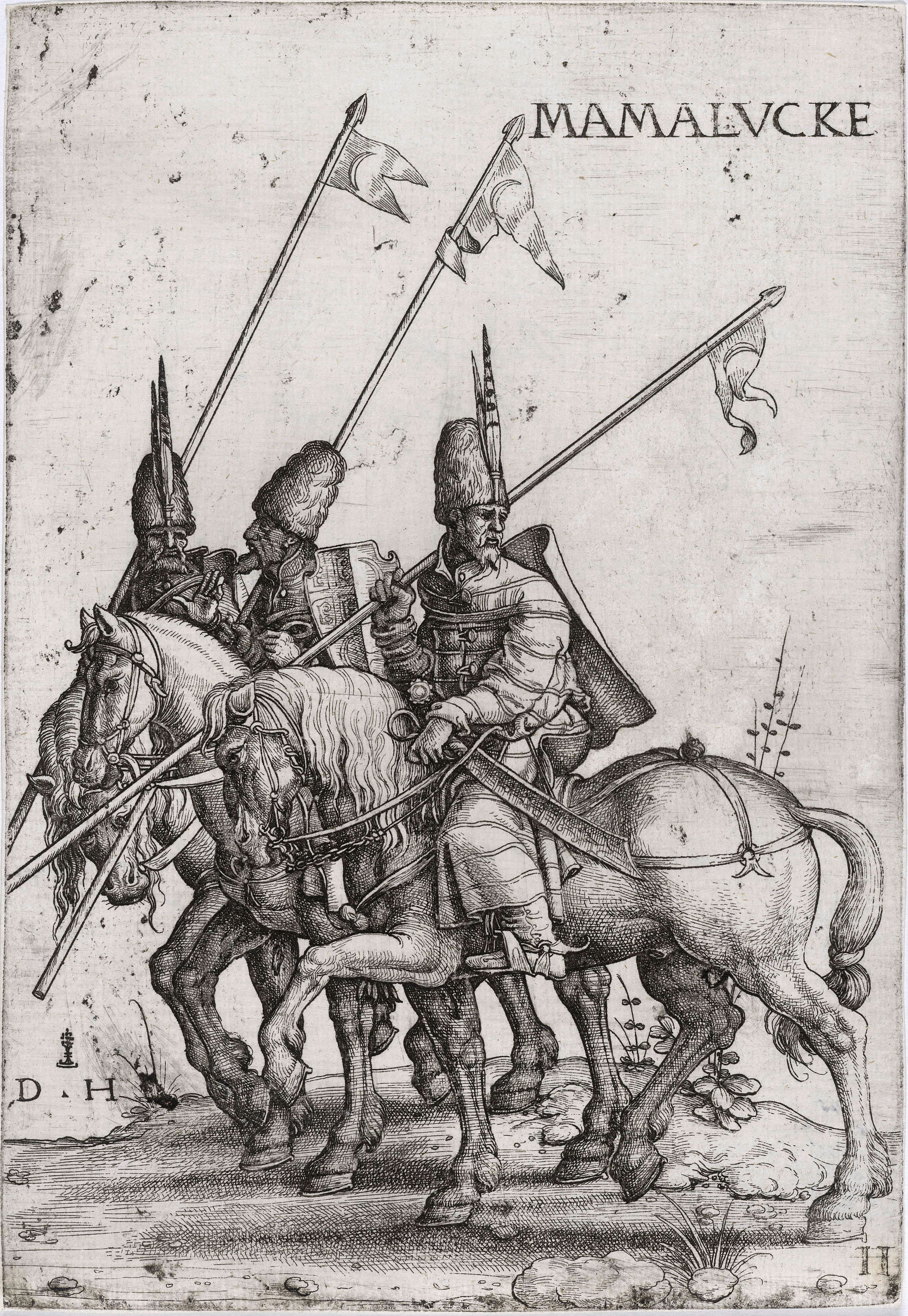
マムルーク

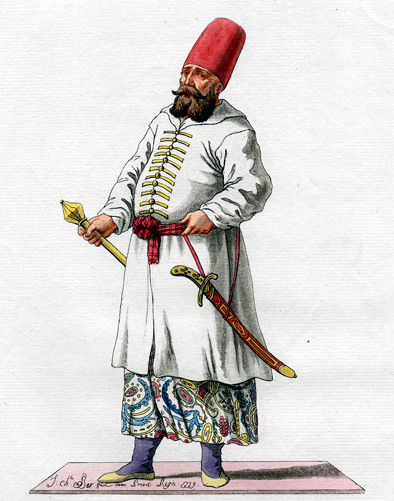
マムルークの肖像（1779年）

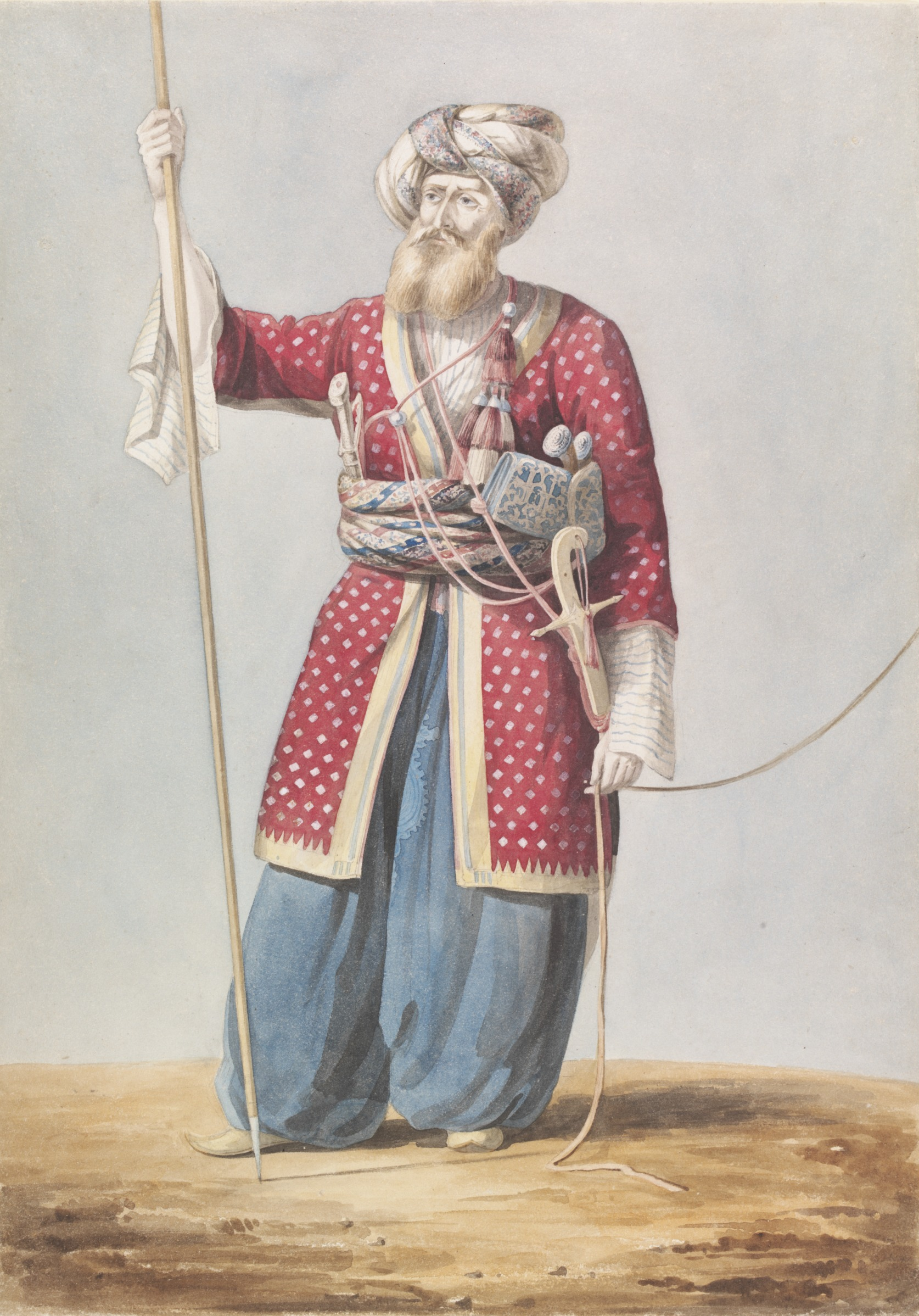
高位のマムルーク（19世紀）

イスラム世界においては、シャリーアによって奴隷の法的身分に関する規定が明確化されており、彼らは所有者によって自由に売買、贈与されることができ、結婚の自由、財産を蓄える権利、公職につく資格などを法的に制限されていたが、債務不履行や親による売却によってイスラム社会の自由人をむやみに奴隷とすることは禁じられ、信仰の自由を与えられるなど、人間としての一定の権利を認められる存在であった。特に最後の規定により、生まれながらの奴隷を除いては、奴隷の獲得は異教徒に対する戦争において捕虜としたものを奴隷とすることしか認められなくなった。
また、奴隷を解放することは最後の審判のあと天国に迎えられるために望ましい善行とみなされていたので非常に積極的に行われ、奴隷は解放によって社会身分上は自由人にまったく劣らない資格を獲得することができた。しかし、解放されても奴隷は生まれながらのイスラム社会の成員ではなかったので社会的に力のある者に保護されることが必要であり、必然的に元所有者との間に保護・被保護の関係が結ばれ、一種の主従として関係が存続する社会的な制度が存在した。このような元奴隷の被保護者のことをマワーリーという。
イスラム以前のアラブ社会では、奴隷はもっぱら家内奴隷であったが、マワーリーの制度によって富裕な有力者は盛んに奴隷を購入し、平時には子飼いの商人、戦時には兵士として動員することができる被保護者を増やして力を蓄えた。イスラム化以降も同様であり、奴隷や捕虜が有力者の私的な軍事力に利用される慣行は維持された。

## マムルークの登場
上で触れたように、イスラムの規定は新たな奴隷の獲得を事実上戦争捕虜に限定していたが、このため預言者ムハンマド死後のアラブの大征服の時代を経てイスラム共同体（ウンマ）の拡大が止まったとき、わずかな戦争捕虜の解放に対して奴隷の供給が不足することは明らかである。こうして、イスラム社会はイスラム帝国外部からの奴隷の獲得に依存するようになる。もともとイスラム以前からアビシニア出身の黒人が奴隷としてアラブ社会には多く流入していたが、アッバース朝の頃になると、ザンジュと呼ばれた東アフリカ出身者、サカーリバと呼ばれた東ヨーロッパのスラヴ人などが購入された。
さらに、ムスリム（イスラム教徒）勢力が中央アジアに安定支配を築いたアッバース朝の時代になると、アトラークと呼ばれるテュルク系の遊牧民たちが奴隷としてイスラム世界にもたらされるようになる。アッバース朝は彼らテュルク系の奴隷を数多く購入して、それまでの主力であったアラブ人やペルシア人マワーリーの軍事力を代替するようになり始めた。通説によれば、このようなテュルク系マムルークを初めて大々的に編成したのは9世紀初頭のアッバース朝のカリフ、ムウタスィムの時代で、ムウタスィムは即位の前から数千人のマムルークを私兵として所有していたといわれる。当時はグラーム（小姓）とも呼ばれたマムルークの本格的な導入によってイスラム社会の軍隊の構成は劇的に変化し、アラブ人やマワーリーの軍団は姿を消すこととなった。やがて、彼らの呼称として「男性奴隷」を意味するマムルークの語が定着し、マムルークといえばテュルク系の遊牧民出身者を中心とする騎兵の奴隷軍事力を指すようになり始める。

## アッバース朝の解体とマムルーク
マムルークの多くは遊牧民の出身で幼い頃から乗馬に慣れ親しんでいたので騎射に優れており、また素朴で忠誠心が深いことから支配者によって盛んに登用されることとなった。特に、9世紀末に中央アジアでアッバース朝から半自立の政権を築いたサーマーン朝はテュルク系の遊牧民と境を接していたことから大々的にマムルークの採用を行ったが、さらに中央アジアとイランの境であるアム川にマムルーク輸出のための税関を設けて国家事業としてマムルークの中継貿易を行った。サーマーン朝支配下のマー・ワラー・アンナフル（現ウズベキスタン中部）にはマムルークの養成施設が設立され、親元を離れて売却されてきた若い遊牧民に対してイスラム教への改宗や軍人としての教育が施された。
サーマーン朝を経てイスラム世界に入ったマムルークたちはカリフのみならずイスラム世界の各地の有力者たちに購入されて優れた軍事力を提供することになり、アッバース朝の分裂傾向を深める結果となった。またマムルークの重用の結果、解放されたマムルークの中からアミールと呼ばれる中央・地方の軍司令官に上った有力者の間から、地方で自立の政権を形成したり、中央でカリフに代わって政権を握る者すら現れた。9世紀後半にエジプトでアッバース朝から自立したトゥールーン朝、10世紀後半にアフガニスタンでサーマーン朝から自立したガズナ朝はいずれもマムルーク出身のアミールによって樹立された政権であり、10世紀中頃にアッバース朝の都バグダードで権力を握るマムルークのアミールを倒してカリフの保護権を掌握したブワイフ朝も、軍事力としてはマムルークに多くを依存していた。
ブワイフ朝を滅ぼしてイスラム世界の中央部を広く支配したセルジューク朝は、トゥルクマーンと呼ばれるマムルークとしてではなく部族組織を保ったままイスラム世界にやってきたテュルク系の遊牧民の出身で、王朝の建設においても部族組織に裏付けられた遊牧民の軍事力に支えられていたが、イスラム世界の中央に定着すると部族制社会の分権的・分裂的傾向を抑えるために盛んにマムルークを購入して君主（スルターン）の直属軍事力とし、テュルク系の支配者がテュルク系のマムルークを奴隷として利用するようになった。セルジューク朝はブワイフ朝にならってマムルークの司令官にイクター（徴税権）を授与して経済的基盤を身に付けさせ、地方の支配者として派遣された王子たちに君主子飼いのアミールをアタベク（傅役）として附属させて地方の事実上の支配者に据えた。こうしてマムルークはセルジューク朝の支配機構を支えたが、やがてセルジューク朝が衰退に向かうとイクターが世襲される傾向が生まれて分権化の傾向が進み、さらに各地でアタベクが自立してアタベク政権が乱立、セルジューク朝は分裂した。

## マムルーク朝の時代
12世紀後半にエジプトを支配するファーティマ朝を乗っ取ってアイユーブ朝を立てたクルド人の軍人サラーフッディーン（サラディン）は、ファーティマ朝の兵士に代わって自身の子飼いの兵士からなる信頼できる軍隊を編成するために、クルド人やマムルークを集めて大規模な騎兵軍団を編成した。サラーフッディーンのマムルークが十字軍との戦いで果たした役割は大きい。

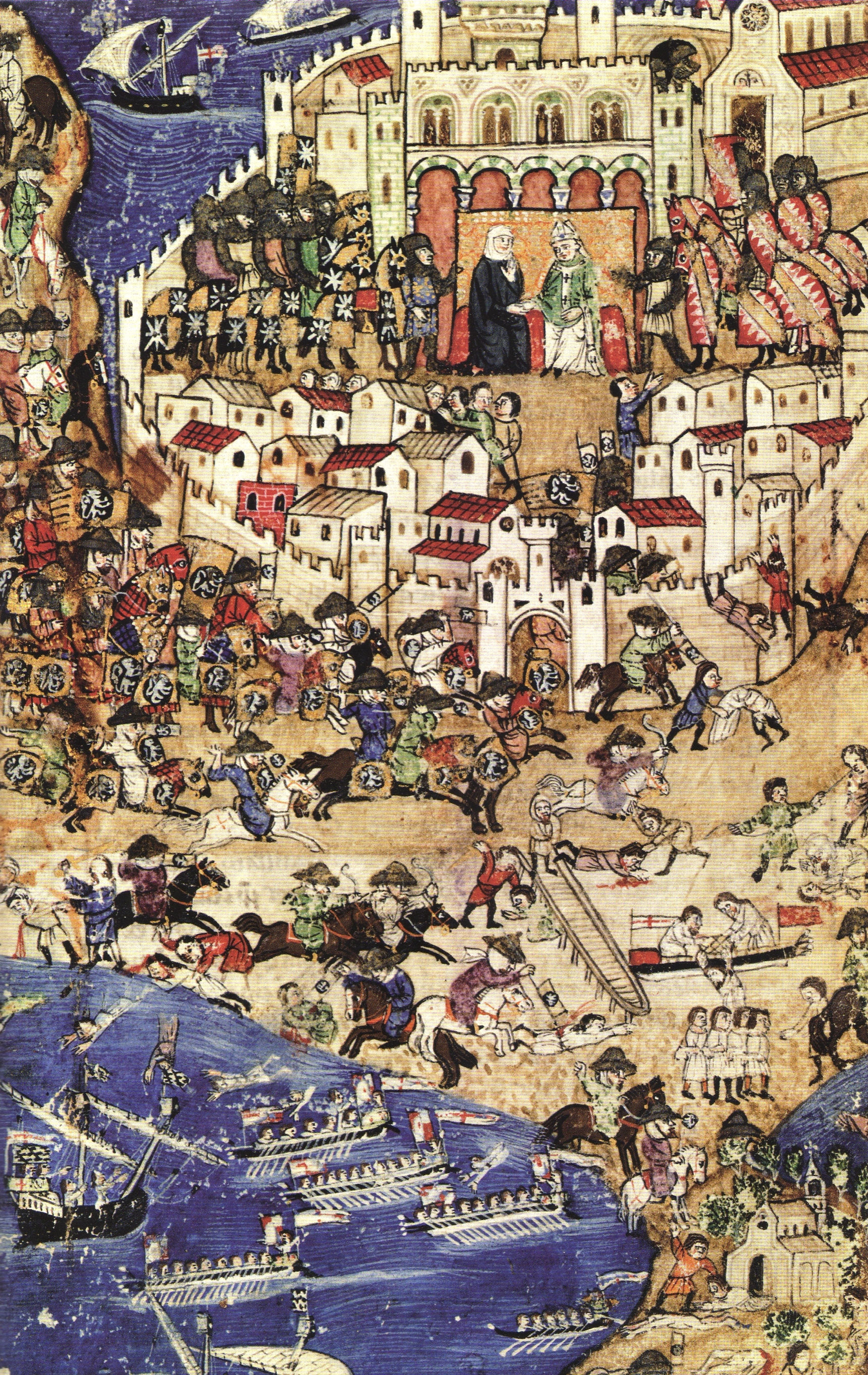
マムルークの攻撃によるトリポリ(現在のレバノン)の陥落,1289

サラーフッディーンの死後、アイユーブ朝は彼の諸子・諸弟の支配する多くの政権に分かれることとなるが、その中で主導的な役割を果たしたのは、常に経済的に豊かなエジプトを支配し、その財力によって強力なマムルーク軍団を編成していたカイロの支配者であった。13世紀半ばにエジプトのスルターンであったサーリフは、自身の購入したテュルク系のマムルークをカイロ郊外のナイル川の中洲に造った兵営に集めて精強なマムルーク軍団を養成し、エジプトからシリアまで広く支配することに成功する。バフリーヤと呼ばれたこの軍団は1250年のマンスーラの戦いでエジプトに攻め込んだフランス王ルイ9世の率いる十字軍を破るのに大いに活躍し、同年に父のマムルークをないがしろにしたサーリフの遺児トゥーラーン・シャーをクーデターにより殺害、アイユーブ朝のアイユーブ家に代わるマムルークたちの政権としてマムルーク朝を樹立する。マムルーク朝は1260年にアイン・ジャールートの戦いでアッバース朝を滅ぼしたモンゴル帝国の軍隊を破ってモンゴルの西進をシリアで食い止め、イスラム世界の守護者としての地位を確立、エジプトにマムルーク軍人による支配体制を構築する。マムルーク朝のもとでは、マムルークは外来の奴隷出身の支配者階級であった。
14世紀に入ると、中央アジアでのモンゴル帝国支配の安定と、モンゴルのイスラム化にともなって、イスラム世界に組み込まれたモンゴル帝国の継承政権（ジョチ・ウルスやティムール朝）からのテュルク系マムルークの購入が難しくなった。かわって、マムルークの購入先としていまだキリスト教徒や多神教徒が数多くいたカフカスがマムルークの供給源として重要となり、北西カフカスのチェルケス人からマムルークとなる者が増えた。マムルーク朝の後半期であるブルジー・マムルーク朝は、別名をチェルケス・マムルーク朝というほどである。
マムルーク朝ではマムルークは支配体制の根幹であったので、組織的な育成が行われた。マムルークたちは幼少のうちに親元を離れて奴隷商人の手を経て西アジアにやってきて、自身もマムルーク出身であるスルターンやアミールに購入された。もともと生産力に乏しく十分に人口を支えることのできない遊牧民やカフカス山岳民の間では、マムルークとなればかえって異郷で栄達する可能性もあったことから、進んで子供を奴隷商人の手に預けたのだといわれる。マムルークたち自身も、自分を西アジアにつれてきた奴隷商人に対して栄達後も恩人として敬意を払うことは珍しくなかった。奴隷として購入された若いマムルークは、まずスルターンやアミールの設立したマムルークの教育施設に入れられ、イスラム教に改宗するとともに、アラビア語、クルアーン、イスラム法、礼拝の作法、乗馬、弓射などの文武の学問を身に付けさせられた後、一人前のマムルークとして認められると法的に奴隷身分から解放され、収入源としてイクターを授与されてスルターンやアミールの子飼いのマムルーク軍団に編入された。マムルークは購入者である主人に対して絶対の忠誠を誓うことが期待された。また、主人との縦の関係のほかに、同じ主人の同じ教育施設で育った同期の者たちの間には同窓の仲間として強い紐帯が結ばれた。このような支配階級であるマムルーク相互の強い人的関係は、マムルーク朝の支配体制の根幹となった。
スルターンのマムルーク軍団に編入されたマムルークは、容姿振る舞いが美しく有能なものから衣装係、杯持ちなど主君の身辺に仕える近習の役職を経てアミールに抜擢された。マムルーク朝のアミールは十人長、四十人長、百人長の3位階があり、それぞれ10人、40人、100人のマムルーク騎士を自身のイクター収入によって養う義務を負った。有力なアミールは地方の県知事から副スルターン、総司令官、スルターンの侍従長、家令などの王朝の要職に任命され、国家の支配層に列した。主人であるスルターンが死去すれば、前スルターン子飼いのアミールの有力者の間から新スルターンが立った。
アミールを主人とするマムルークたちは、いわば陪臣としてそれほど出世の機会は望めないが、ひとたび主君がスルターンに即位すれば、スルターン子飼いのマムルークとして政権の中枢に列することができた。しかし、アミールがスルターンになることなく引退したり失脚したり死亡したりした場合には、スルターンや他のアミールに転仕するしかなく、新しい主人のもとでは外様のマムルークとして冷遇を余儀なくされた。スルターンの代替わりでも同様で、前スルターンのマムルークは新スルターンに転仕することになったが、新スルターンの子飼いのマムルークたちにかわって冷遇された。
マムルークの息子たちは父と違って生まれながらのムスリム自由人であるのでマムルーク軍団に編入されることはなく、自由人からなるハルカ騎士団に編入された。ハルカ騎士団はアイユーブ朝におけるクルド人自由人からなるエリート軍団に由来するが、奴隷出身のマムルークが政権の中枢に移ったマムルーク朝では次第に冷遇され、授与されるイクターもマムルークに比べて少ないものであった。このため、マムルークの子孫は軍人としての出世を諦めてウラマーになるなどし、次第にエジプトのアラブ社会に同化してゆく運命であった。逆にいえば、マムルーク体制は絶えず新しいマムルークを迎え入れる必要があったのである。

## オスマン帝国支配下のエジプトにおけるマムルーク
15世紀のマムルーク朝が政治の腐敗とアミール同士の絶え間ない内紛、疫病（ペスト）の流行による人口の減少とそれにともなう農業・手工業の衰退と、イタリア商人の進出とポルトガル勢力のインド洋への出現による東西交易の停滞はエジプト社会に深刻な打撃を与え、16世紀初頭には250年続いたマムルーク体制は激しく動揺していた。こうして1517年、マムルーク朝はオスマン帝国によってあっけなく滅ぼされ、エジプト州として帝国に編入されることになる。オスマン帝国もマムルークと同じように君主に絶対の忠誠を誓う子飼いの軍隊であるカプクルを抱えていたが、その主力であるイェニチェリが銃火器で武装した歩兵であり、マムルーク朝の崩壊は旧来からの弓を武器とする騎兵であったマムルークの軍事的な限界を示す事件でもあった。
しかし、マムルーク朝が消滅しても、マムルークが根絶されたわけではなかった。マムルーク朝と運命を共にしたのはスルターンに忠実なマムルークたちだけであり、早々にスルターンに見切りをつけてオスマン帝国に従ったマムルークのアミールたちには県知事や代官として在地社会を支配する役職が与えられた。彼らはオスマン帝国の官吏としての地位と財力を背景に故郷のカフカスから新たなマムルークを呼び込み続け、オスマン帝国の支配のもとで小規模ながら支配階級としてのマムルーク体制の再生産が存続した。16世紀末になるとオスマン帝国中央政府のエジプトに対する支配力が揺るぎ始め、ベイの称号を有するマムルークの有力者たちがイェニチェリ駐屯軍と並ぶエジプト州の支配層として存在感を高めた。17世紀にはマムルークのベイたちはフィカーリーヤとカースィミーヤの2派に分かれ、イェニチェリなどの駐屯軍まで巻き込んで抗争を繰り広げて、オスマン帝国中央政府のエジプトに対する支配力をますます揺るがせた。18世紀に入ると中央派遣の州総督は有名無実となり、イェニチェリやマムルークのベイの中で権力を確立した者がシャイフ・アル＝バラド（国の長）の称号を帯びて実権を握るようになる。やがてイェニチェリ出身者が立てたカーズダグリーヤが党派抗争の勝利者となり、シャイフ・アル＝バラドを独占するようになった。
1758年にシャイフ・アル＝バラドに就任したカーズダグリーヤ所属のグルジア系マムルーク、アリー・ベイは自身の子飼いのマムルークを養成して軍事力を高めてイェニチェリを弾圧、エジプトの全土を自派マムルークの支配下に組み入れ、カーズダグリーヤ系のマムルークによるエジプト支配が完成する。さらにアリー・ベイは1768年に始まる露土戦争でロシアに呼応して公然とオスマン帝国に反抗し、1770年にシリアへと侵攻、ダマスカスを占領した。アリー・ベイは1772年には配下のアブー＝アッ＝ザハブに倒され、アブー＝アッ＝ザハブも1775年に病死したため、1786年になってオスマン帝国は大宰相ガーズィー・ハサン・パシャを派遣してエジプトの支配権を回復したが、翌1787年に再び露土戦争が起ったために支配回復の試みは中絶する。1791年にアブー＝アッ＝ザハブのマムルークであったムラード・ベイとイブラヒム・ベイがエジプトの政権を奪取し、オスマン帝国から半ば自立した二頭政治を開始した。

## マムルーク制の終焉

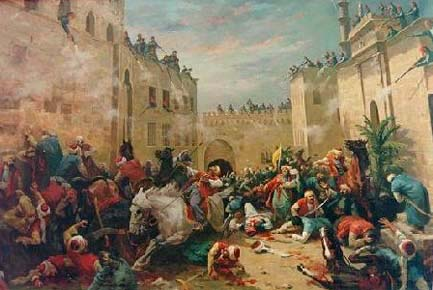
カイロでのマムルークの殺戮, 1811

このような混沌とした状況の中で、1798年、マムルークの圧制を打破するとの名目によりナポレオン・ボナパルト率いるフランス軍がエジプトに上陸する（エジプト遠征）。マムルークは近代的なフランス軍の前にたちまち破られ、フランス軍はカイロを占領した。マムルークの有力者ムラード・ベイは上エジプト（エジプト南部）に逃れてゲリラ戦を続けたが、1801年にフランスの追討軍により打倒された。しかし、同年にフランス軍はオスマン帝国とイギリスの連合軍によって打ち破られ、撤退する。こうしてエジプトは新しくやってきたオスマン帝国の駐留軍と混乱を生き延びたマムルークのベイたち、そして彼らに肩入れする帝国の中央政府やイギリスなど外国勢力の思惑によって混沌とした情勢となった。
こうした状況の中で頭角をあらわしたアルバニア人の傭兵隊長ムハンマド・アリーは、1805年にカイロの民衆の支持を受けてマムルークのベイを追放し、エジプト州総督に就任する。ムハンマド・アリーは権力を掌握するとエジプトの近代化に乗り出すが、そのためには旧支配勢力であるマムルークによる旧態依然とした支配体制と軍事力の払拭が必要であった。ムハンマド・アリーは1811年にマムルークの討滅を決意し、24人のベイに率いられた500人のマムルークをカイロの城砦で行われる式典に招いてその帰路に待ち伏せさせたアルバニア人部隊によって皆殺しにさせた。ベイを失ったマムルークの支配体制はこれによって崩壊し、二度と復活することはなかった。